# 田中ゆみ
田中 ゆみ（たなか ゆみ、1985年2月10日 - ）は、レースクイーン・グラビアアイドル。2009年6月30日で所属していたエクセルヒューマンエイジェンシーとの契約を解除、現在はフリー。元所属事務所は、アンセム。元高級ブティックのカリスマ店員。
趣味：格闘技観戦、お寺めぐり。特技：ピアノ、体を反らすこと。

## 出演

### テレビ
- モンドリアンチョップ!!（2007年6月9日、6月23日、MONDO21）
- バブルシティー「マザー牧場」（2007年7月28日、7月30日、7月31日、TBS）
- マラソン（2007年8月、テレビ神奈川）
- ガダルカナル・タカのこちらDERUとこ編集部（2007年8月3日、BS-i）
- Music Lovers（2007年8月26日、日本テレビ）
- ショータイム「エロカワビキニ」（2007年9月28日、GyaO）
- あらびき団（TBS）
- とっぴもナイト（2011年2月19日、京都テレビ）

### 雑誌
- モトチャンプ（2007年5月7日、三栄書房）
- sabra（2007年6月14日、小学館）※特典DVD
- 漫画アクション（2007年6月19日、双葉社）
- ヤングチャンピオン（2007年6月12日、秋田書店）
- CAPA（2007年6月20日、学研）

### ラジオ
- 中野とも子のハートに赤チン（2007年9月7日）

### DVD
- 艶☆美人（2007年11月22日、ティーエムシー）
- Wedding M（2008年4月28日、アクセルエンタテインメント）
- 溺レル果実（2008年7月20日、ラインコミュニケーションズ）
- CARA（2009年5月28日、デジワークス）
- ホテル（2017年1月20日、竹書房）